# Hevlínské jezero
Hevlínské jezero este o arie protejată (arie specială de conservare — SAC, sit de importanță comunitară — SCI) din Republica Cehă întinsă pe o suprafață de 9,38 ha, integral pe uscat.

## Localizare
Centrul sitului Hevlínské jezero este situat la coordonatele 48°45′53″N 16°21′19″E / 48.764722°N 16.355278°E.

## Înființare
Situl Hevlínské jezero a fost declarat sit de importanță comunitară în aprilie 2005 pentru a proteja 1 specie de animale. Situl a fost protejat și ca arie specială de conservare în iulie 2012.

## Biodiversitate
Situată în ecoregiunea panonică, aria protejată nu include niciun habitat protejat.
La baza desemnării sitului se află o specie protejată de  amfibieni: buhai de baltă cu burta roșie (Bombina bombina).